# Gestor de ventanas solapadas

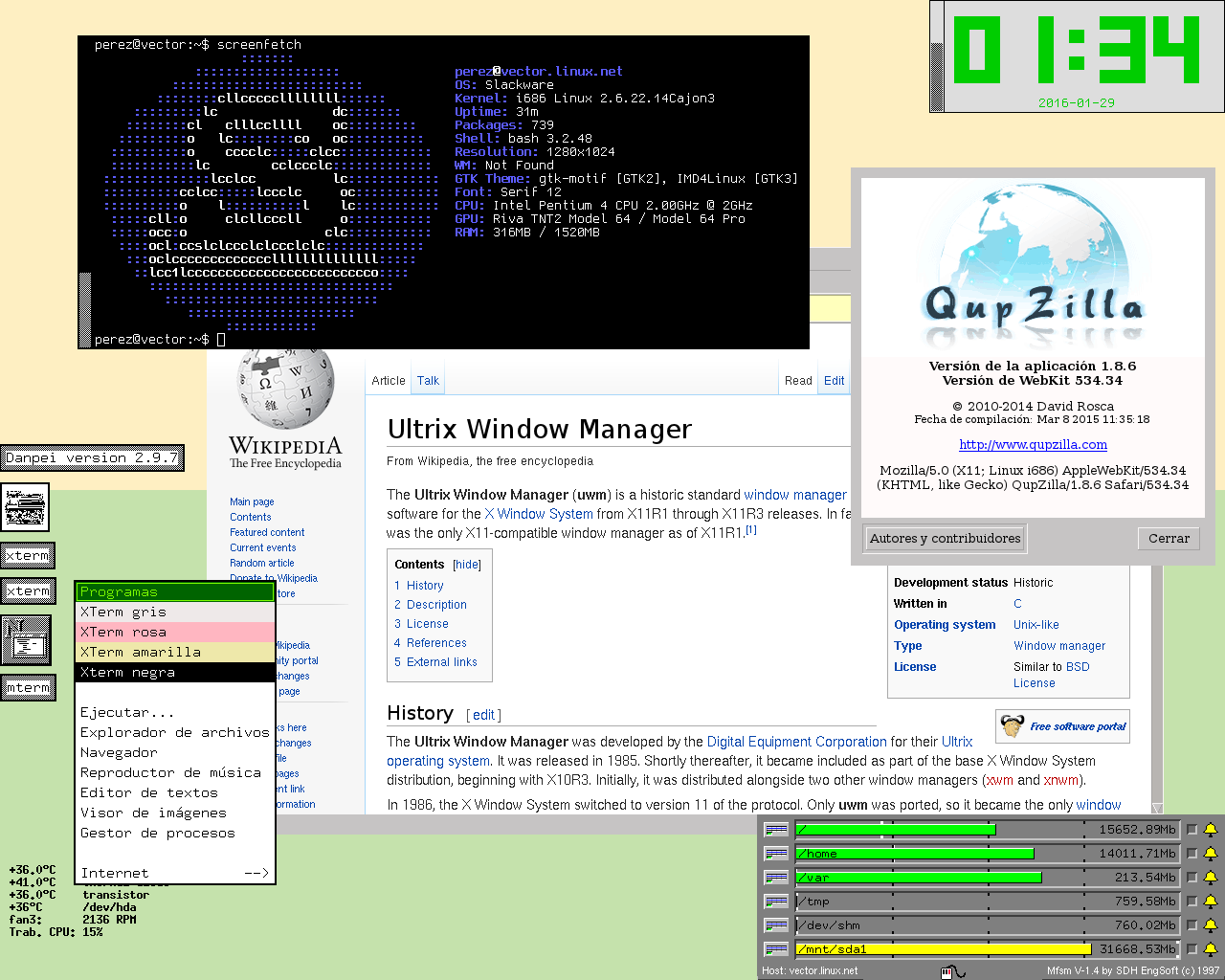
Una captura de pantalla de Ultrix Window Manager, que utiliza un gestor de ventanas solapadas. Observe cómo las ventanas apiladas se superponen.

Un gestor de ventanas solapadas (también llamado gestor de ventanas flotantes ) es un gestor de ventanas que dibuja y permite que las ventanas se superpongan, sin utilizar un algoritmo de composición. Todos los gestores de ventanas que permiten la superposición de ventanas pero no son gestores de ventanas de composición se consideran como gestores de ventanas solapadas, aunque es posible que no todos utilicen exactamente los mismos métodos. Otros gestores de ventanas que no se consideran gestores de ventanas solapadas son los que no permiten la superposición de ventanas, que se llaman gestores de ventanas en mosaico . 
Los gestores de ventanas solapadas permiten que las ventanas se superpongan mediante el recorte para permitir que las aplicaciones escriban sólo en las partes visibles de las ventanas que presentan.
El orden en el que se deben solapar las ventanas se llama orden z.

## Historia
- 1970: Xerox Alto que contenía la primera interfaz gráfica de usuario comercial utilizaba un gestor de ventanas solapadas. [2]
- Principios de la década de 1980: el Xerox Star, sucesor del Xerox Alto, utilizaba ventanas en mosaico para la mayoría de las aplicaciones principales, y utilizaba el solapamiento sólo para las ventanas de diálogo eliminando la necesidad de solaparlas completamente. [3]
- El Mac OS clásico fue uno de los primeros ejemplos de éxito comercial de una GUI que utilizaba sólo ventanas solapadas.
- GEM fue anterior a Microsoft Windows y utilizaba sólo el solapamiento, permitiendo que todas las ventanas se superpongan.
- Amiga OS contiene un primer ejemplo de un gestor de ventanas solapadas muy avanzado.

## Microsoft Windows
Microsoft Windows1.0 mostraba ventanas mediante un gestor de ventanas en mosaico . En Windows 2.0, se sustituyó por un gestor de ventanas solapadas, que permitía que las ventanas se superpusieran. Microsoft mantuvo al gestor de ventanas solapadas en Windows XP, que presentaba graves limitaciones a su capacidad de mostrar contenido acelerado en 3D dentro de ventanas normales. Aunque técnicamente era posible producir algunos efectos visuales con software de terceros.  A partir de Windows Vista, un nuevo gestor de ventanas de composición es el predeterminado en los sistemas compatibles. 

## X Window System
Muchos gestores de ventanas del sistema X Window ofrecen la funcionalidad de solapamiento de ventanas:
- 2bwm
- 4Dwm
- AfterStep
- amiwm
- Awesome
- berry
- Blackbox
- ctwm
- cwm
- dwm
- qpwm
- eggwm
- Enlightenment
- Fluxbox
- FLWM
- FrankenWM
- FVWM
- FVWM95
- Goomwwm
- Hackedbox
- IceWM
- Iwm
- jbwm
- JWM
- Karmen
- KWin (amb compositing desconectat)
- MLVWM
- MWM
- Mutter
- Muffin
- olwm
- Openbox
- pawm
- PLWM
- Sawfish
- Scwm
- swm
- TinyWM
- tvtwm
- twm
- vwm
- vtwm
- Window Maker
- WindowLab
- wm2
- wmx

## Gestores de ventanas híbridos
Algunos gestores de ventanas son capaces de tratar la ventana de primer plano de una forma completamente diferente, representándola de forma indirecta enviando su salida a la tarjeta de vídeo para añadirla al ráster de salida. Aunque esta técnica puede ser posible con algunos gestores de ventanas solapadas, técnicamente se denomina compositing, con la ventana de primer plano y el ráster de la pantalla tratándose de la misma forma a lo que serían dos ventanas en un gestor de ventanas de composición.
Interaccionar con objetos fuera del área original de la ventana de primer plano tampoco es posible, ya que el gestor de ventanas no podría determinar qué está viendo el usuario y pasaría estos clics del ratón a cualquier programa que ocupara estas áreas de la pantalla durante el último evento de solapamiento.